# Irisosaurus

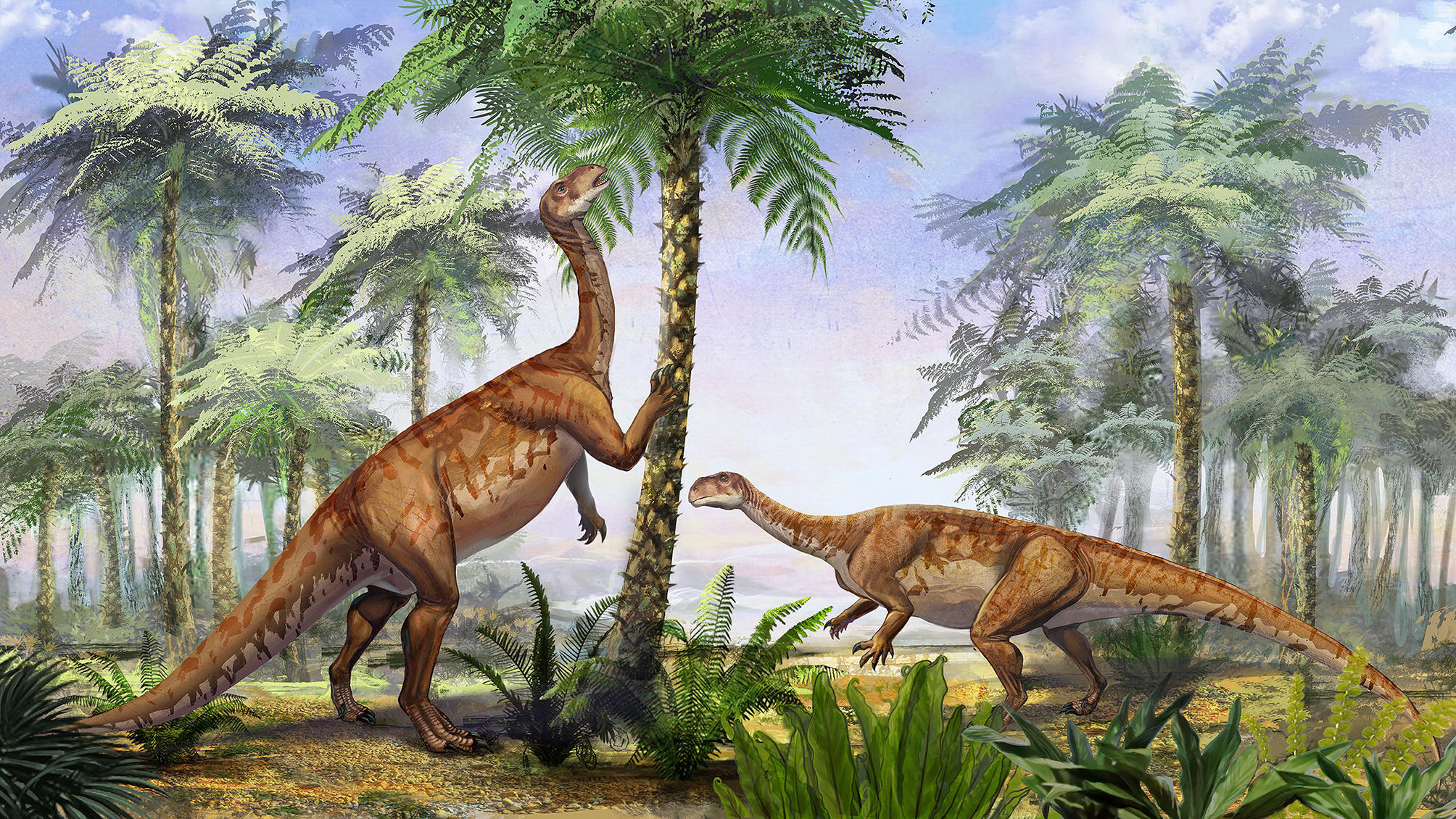
Irisosaurus yimenensis

Irisosaurus is een geslacht van plantenetende dinosauriërs, behorende tot de Sauropodomorpha, dat tijdens de vroege Jura leefde in het gebied van het huidige China. De enige benoemde soort is Irisosaurus yimenensis.

## Vondst en naamgeving
In de zomer van 2018 werd op de vindplaats van Jiaojiadian-B ten westen van het dorp Zhanmatian bij Shijie in de provincie Yunnan, prefectuur Yimen, hoofdprefectuur Juxi, het skelet gevonden van een basale sauropodomorf.
In 2010 werd de typesoort Irisosaurus yimenensis benoemd en beschreven door Claire Peyre de Fabrègues, Bi Shundong, Li Hongqing, Li Gang Li, Yang Lei en Xu Xing. De geslachtsnaam betekent "iriserende sauriër" en verwijst naar de beroemde iriserende wolken van Yunnan. De soortaanduiding verwijst naar de herkomst uit Yimen.
Het holotype, CVEB 21901, is gevonden in een laag van de Fengjiaheformatie die dateert uit het Hettangien. Het bestaat uit een gedeeltelijk skelet met schedel. Bewaard zijn gebleven: het linkerbovenkaaksbeen, het dentarium van de rechteronderkaak, drie losse tanden, vijf halswervels, drie ruggenwervels, een dozijn fragmenten van wervels, vijftig stukken rib, de schoudergordel, beide voorpoten, de onderste uiteinden van de zitbeenderen en een voetklauw.

## Beschrijving

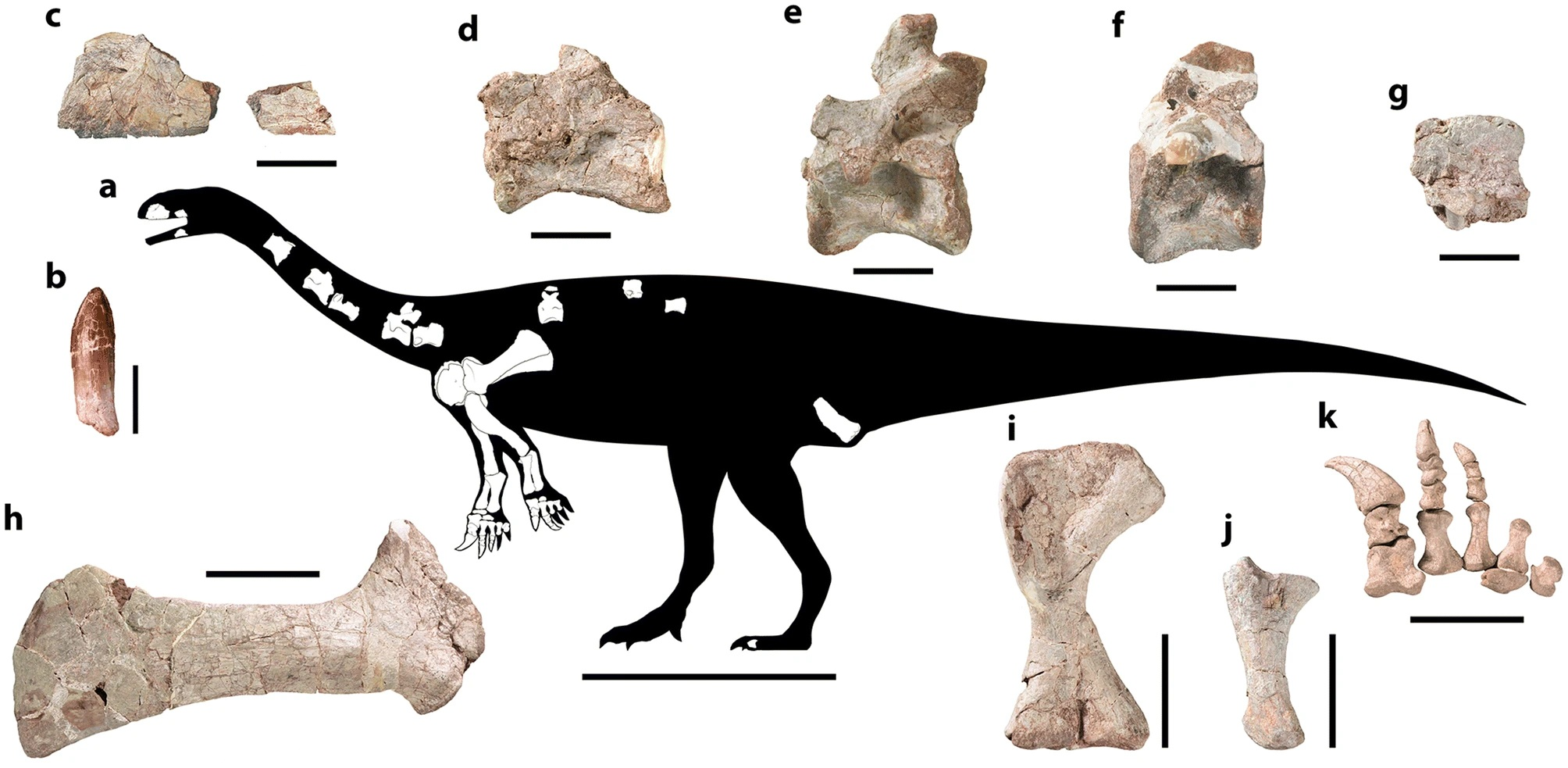
Bewaarde skeletelementen van Irisosaurus

De lichaamslengte van Irisosaurus werd in 2020 geschat op vijf meter.
De beschrijvers wisten enkele onderscheidende kenmerken vast te stellen. Sommige daarvan zijn autapomorfieën, unieke afgeleide eigenschappen. De uitholling rond het neusgat wordt doorboord door een diep foramen, vermoedelijk een aderkanaal of zenuwkanaal. De voorste tak van het bovenkaaksbeen, vóór de opgaande tak, is hoger dan lang. De bovenste helft van het vijfde middenhandsbeen, aan de zijde van de pols, is sterk asymmetrisch. Verschillende van deze kenmerken werden geacht Irisosaurus te onderscheiden van Yimenosaurus, een sauropodomorf uit dezelfde formatie die niet ver er vandaan gevonden werd.
Daarnaast is er een unieke combinatie van op zich niet unieke kenmerken. Het buitenste zijoppervlak van het bovenkaaksbeen heeft slechts kleine foramina en in klein getal. Een uitholling rond de fenestra antorbitalis ontbreekt zodat de binnenwand van het bovenkaaksbeen niet van buiten zichtbaar is. De tanden missen vertandingen.
Ondanks een vrij afgeleide positie in de stamboom heeft Irisosaurus een tamelijk basale bouw met korte voorpoten en handen die niet geschikt zijn om op te lopen. De beschrijvers zagen het dier als een tweevoeter.

## Fylogenie
Irisosaurus werd basaal in de Sauropodiformes geplaatst, als zustersoort van Mussaurus. Yimenosaurus zou een lid zijn van de Plateosauridae wat als een verdere aanwijzing gezien werd dat het om een ander taxon gaat.